# Списък с филмите на „Юнивърсъл Пикчърс“ (2020 – 2029)
Това е списък с филмите, продуцирани или разпространени от Universal Pictures през 2020 – 2029 г., открит през 1912 г. като Universal Film Manufacturing Company. Той е един от главните филмови продукции и разпределително рамо на Universal Studios, дъщерна компания на подразпределението NBCUniversal от Comcast.
Всички избрани филми са по кината, освен, ако не са посочени. Филмите с § символизира самостоятелното издание по кината и в стрийминг услугата „Пийкок“.

## Пуснати
| Пускане              | Заглавие                                               | Бележки |
| -------------------- | ------------------------------------------------------ | --- |
| 17 януари 2020 г.    | Доктор Дулитъл                                         | копродукция с Roth/Kirschenbaum Films и Team Downey |
| 24 януари 2020 г.    | Обръщането                                             | единствено разпространение; продуциран от DreamWorks Pictures и Amblin Entertainment                                                                                   |
| 14 февруари 2020 г.  | Снимката                                               | единствено разпространение; продуциран от Will Packer Productions |
| 28 февруари 2020 г.  | Невидимия                                              | копродукция с Blumhouse Productions и Goalpost Pictures |
| 13 март 2020 г.      | Ловът                                                  | копродукция с Blumhouse Productions |
| 10 април 2020 г.     | Тролчета: Турнето                                      | единствено разпространение; продуциран от DreamWorks Animation |
| 12 юни 2020 г.       | Изкуството да бъдеш възрастен                          | копродукция с Apatow Productions |
| 18 юни 2020 г.       | Трябваше да си тръгнеш                                 | копродукция с Blumhouse Productions |
| 2 октомври 2020 г.   | Вампирите срещу Бронкс                                 | копродукция с Broadway Video и Caviar; разпространен от Netflix |
| 13 ноември 2020 г.   | Откачалка                                              | единствено разпространение; продуциран от Blumhouse Productions и Divide/Conquer                                                                                       |
| 25 ноември 2020 г.   | Круд: Нова епоха                                       | единствено разпространение; продуциран от DreamWorks Animation |
| 4 декември 2020 г.   | Любовна история                                        | копродукция с Broken Road Entertainment |
| 25 декември 2020 г.  | Новини от света                                        | единствено разпространение в САЩ; копродукция с Playtone, Pretty Pictures и Perfect World Pictures; международно разпространение от Netflix                            |
| 26 март 2021 г.      | Никой                                                  | единствено разпространение; продуциран от 87North Productions, Odenkirk Provissiero Entertainment, Eighty Two Films и Perfect World Pictures                           |
| 7 май 2021 г.        | Човек на гнева                                         | единствено разпространение в Аржентина, Бразилия и Мексико (чрез United International Pictures); продуциран от Metro-Goldwyn-Mayer и Miramax                           |
| 14 май 2021 г.       | Профил                                                 | единствено международно разпространение; продуциран от Bazelevs Company и Interface Films                                                                              |
| 4 юни 2021 г.        | Неукротимият Спирит                                    | единствено разпространение; продуциран от DreamWorks Animation |
| 18 юни 2021 г.       | Братя Спаркс                                           | единствено международно разпространение; продуциран от MRC и Complete Fiction                                                                                          |
| 23 юни 2021 г.       | Добро на хартия                                        | копродукция с Burn Later Productions и Meridian Content; разпространен от Netflix                                                                                      |
| 25 юни 2021 г.       | Бързи и яростни 9                                      | копродукция с Original Film и One Race Films |
| 2 юли 2021 г.        | Вечна чистка                                           | копродукция с Blumhouse Productions, Platinum Dunes и Man in a Tree Productions                                                                                        |
| 2 юли 2021 г.        | Бебе Бос 2: Семейни работи §                           | единствено разпространение; продуциран от DreamWorks Animation |
| 23 юли 2021 г.       | В капана на времето                                    | копродукция с Blinding Edge Pictures |
| 13 август 2021 г.    | Респект                                                | единствено международно разпространение; продуциран от Metro-Goldwyn-Mayer, BRON Creative, Glickmania и One Community                                                  |
| 27 август 2021 г.    | Кендимен                                               | копродукция с Metro-Goldwyn-Mayer, Monkeypaw Productions и BRON Creative                                                                                               |
| 17 септември 2021 г. | Това е нощта                                           | копродукция с Blumhouse Productions и Man in a Tree Productions |
| 24 септември 2021 г. | Уважаемият Евън Хансън                                 | копродукция с Marc Platt Productions и Perfect World Pictures |
| 1 октомври 2021 г.   | Семейство Адамс 2                                      | единствено международно разпространение; продуциран от Metro-Goldwyn-Mayer, BRON Creative, Cinesite, Nitrogen Studios и The Jackal Group                               |
| 8 октомври 2021 г.   | Смъртта може да почака                                 | единствено международно разпространение; копродукция с Metro-Goldwyn-Mayer и Eon Productions                                                                           |
| 15 октомври 2021 г.  | Хелоуин убива §                                        | копродукция с Miramax, Blumhouse Productions, Trancas International Pictures и Rough House Productions                                                                 |
| 12 ноември 2021 г.   | Белфаст                                                | единствено международно разпространение; продуциран от TKBC |
| 24 ноември 2021 г.   | Домът на Гучи                                          | единствено международно разпространение; продуциран от Metro-Goldwyn-Mayer и Scott Free Productions                                                                    |
| 26 ноември 2021 г.   | Лакрицова пица                                         | единствено международно разпространение; продуциран от Metro-Goldwyn-Mayer, Focus Features, Bron Creative и Ghoulardi Film Company                                     |
| 22 декември 2021 г.  | Ела, изпей! 2                                          | копродукция с Illumination |
| 7 януари 2022 г.     | 355                                                    | копродукция с Freckle Films и Genre Films |
| 21 януари 2022 г.    | Изкупителна любов                                      | единствено разпространение; продуциран от Nthibah Pictures, Pinnacle Peak Pictures и Mission Pictures International                                                    |
| 11 февруари 2022 г.  | Омъжи се за мен §                                      | копродукция с Nuyorican Productions |
| 18 февруари 2022 г.  | Бригс и Лулу                                           | единствено международно разпространение, продуциран от Metro-Goldwyn-Mayer, Free Association, и FilmNation Entertainment                                               |
| 25 февруари 2022 г.  | Сирано                                                 | единствено международно разпространение, продуциран от Metro-Goldwyn-Mayer и Working Title Films                                                                       |
| 8 април 2022 г.      | Линейката                                              | единствено разпространение, продуциран от Bay Films и Endeavor Content                                                                                                 |
| 22 април 2022 г.     | Лошите момчета                                         | единствено разпространение, продуциран от DreamWorks Animation |
| 22 април 2022 г.     | Викингът                                               | единствено международно разпространение, продуциран от New Regency и Parts and Labor; Focus Features поддържа американското разпространение                            |
| 13 май 2022 г.       | Подпалвачката §                                        | копродукция с Blumhouse Productions и Weed Road Pictures |
| 3 юни 2022 г.        | Наблюдател                                             | международно разпространение с Focus Features; продуциран от Image Nation Abu Dhabi и Spooky Pictures; IFC Midnight и Shudder поддържа щатски права за разпространение |
| 10 юни 2022 г.       | Джурасик свят: Господство                              | копродукция с Amblin Entertainment и Perfect World Pictures |
| 24 юни 2022 г.       | Черният телефон                                        | копродукция с Blumhouse Productions и Crooked Highway |
| 1 юли 2022 г.        | Миньоните 2                                            | копродукция с Illumination |
| 1 юли 2022 г.        | The Forgiven                                           | единствено международно разпространение с Focus Features |
| 22 юли 2022 г.       | Не!                                                    | копродукция с Monkeypaw Productions |
| 29 юли 2022 г.       | 13 живота                                              | единствено международно разпространение; продуциран от Metro-Goldwyn-Mayer, BRON Creative, Imagine Entertainment, Magnolia Mae, и Storyteller Productions              |
| 5 август 2022 г.     | Easter Sunday                                          | единствено разпространение; продуциран от Amblin Partners и Rideback                                                                                                   |
| 12 август 2022 г.    | Emily the Criminal                                     | единствено международно разпространение, продуциран от Low Spark Films, Fear Knot Productions и Evil Hag Productions                                                   |
| 19 август 2022 г.    | Звярът                                                 | копродукция с RVK Studios и Will Packer Productions |
| 16 септември 2022 г. | The Silent Twins                                       | единствено международно разпространение, продуциран от Madant, Extreme Emotions, 42, и Kindred Spirit                                                                  |
| 30 септември 2022 г. | Дружки                                                 | копродукция с Apatow Productions и Global Solutions |
| 14 октомври 2022 г.  | Хелоуин: Краят                                         | копродукция с Miramax, Blumhouse Productions, Trancas International Pictures, и Rough House Productions                                                                |
| 21 октомври 2022 г.  | Билет до Рая                                           | копродукция с Red Om Films, Smokehouse Pictures и Working Title Films                                                                                                  |
| 18 ноември 2022 г.   | Тя каза                                                | копродукция с Annapurna Pictures и Plan B Entertainment |
| 23 ноември 2022 г.   | Семейство Фейбълман                                    | единствено разпространение, продуциран от Amblin Entertainment |
| 2 декември 2022 г.   | Брутална нощ                                           | копродукция с 87North Productions |
| 21 декември 2022 г.  | Котаракът в чизми 2                                    | единствено разпространение, продуциран от DreamWorks Animation |
| 23 декември 2022 г.  | Жените говорят                                         | единствено международно разпространение, продуциран от Plan B Entertainment и Hear/Say Productions                                                                     |
| 6 януари 2023 г.     | М3ГАН                                                  | копродукция с Blumhouse Productions и Atomic Monster Productions |
| 27 януари 2023 г.    | Distant                                                | единствено разпространение; продуциран от Amblin Partners и Automatik Entertainment                                                                                    |
| 3 февруари 2023 г.   | Почукването                                            | [ 68 ] [ 71 ] |
| 24 февруари 2023 г.  | Кокаиновата мечка                                      | копродукция с Brownstone Productions и Lord Miller Productions |
| 5 април 2023 г.      | Супер Марио Bros.: Филмът                              | копродукция с Illumination и Nintendo |
| 14 април 2023 г.     | Ренфийлд                                               | копродукция с Skybound Entertainment |
| 12 май 2023 г.       | Книга за възрастни: Глава втора                        | единствено международно разпространение продуциран от Focus Features, Fifth Season и Makeready                                                                         |
| 19 май 2023 г.       | Бързи и яростни 10                                     | копродукция с Original Film и One Race Films |
| 30 юни 2023 г.       | Руби Гилман: Тийн кракен                               | единствено разпространение, продуциран от DreamWorks Animation |
| 21 юли 2023 г.       | Опенхаймер                                             | копродукция с Syncopy Inc. и Atlas Entertainment |
| 11 август 2023 г.    | Последното пътуване на Деметра                         | копродукция с Amblin Entertainment, New Republic Pictures и Phoenix Pictures                                                                                           |
| 18 август 2023 г.    | Бездомници                                             | копродукция с Picturestart, Lord Miller Productions и Rabbit Hole Productions                                                                                          |
| 13 октомври 2023 г.  | Екзорсистът: Вярващият                                 | копродукция с Blumhouse Productions и Morgan Creek Entertainment |
| 27 октомври 2023 г.  | Нощна смяна във „Фреди“ §                              | копродукция с Blumhouse Productions и Striker Entertainment |
| 17 ноември 2023 г.   | Тролчета: Бандата се събира                            | единствено разпространение продуциран от DreamWorks Animation |
| 17 ноември 2023 г.   | Please Don't Destroy: The Treasure of Foggy Mountain ‡ | копродукция с Apatow Productions и Mosaic Media Group; разпространява се от Peacock                                                                                    |
| 22 ноември 2023 г.   | Genie ‡                                                | копродукция с Working Title Films и Linden Productions; разпространява се от Peacock                                                                                   |
| 1 декември 2023 г.   | Айлийн                                                 | единствено международно разпространение; продуциран от Neon, Fifth Season, CJ ENM, Film4 Productions, Likely Story, Lost Winds Entertainment и Omniscient Productions  |
| 22 декември 2023 г.  | Патешки истории                                        | копродукция с Illumination |
| 5 януари 2024 г.     | Нощно плуване                                          | копродукция с Atomic Monster и Blumhouse Productions |
| 2 февруари 2024 г.   | Аргайл: Супершпионин                                   | продуциран от Apple Studios, Marv Studios и Cloudy Productions |
| 8 март 2024 г.       | Кунг-фу панда 4                                        | единствено разпространение продуциран от DreamWorks Animation |
| 5 април 2024 г.      | Мънкимен                                               | копродукция с Bron Studios, Thunder Road Films, Minor Realm, S'Ya Concept и Monkeypaw Productions                                                                      |
| 12 април 2024 г.     | Уди Кълвача отива на лагер *                           | копродукция с Universal Animation Studios и Universal 1440 Entertainment; разпространява се от Netflix                                                                 |
| 19 април 2024 г.     | Абигейл                                                | копродукция с Radio Silence Productions и Project X Entertainment |
| 26 април 2024 г.     | The American Society of Magical Negroes                | единствено международно разпространение; продуциран от Sight Unseen и Juba Lane                                                                                        |
| 3 май 2024 г.        | Каскадьорът                                            | копродукция с 87North Productions и Entertainment 360 |
| 21 юни 2024 г.       | Моторджии                                              | единствено международно разпространение; продуциран от Regency Enterprises и Tri-State Pictures                                                                        |
| 3 юли 2024 г.        | Аз, проклетникът 4                                     | копродукция с Illumination |
| 19 юли 2024 г.       | Туистърс                                               | единствено разпространение в САЩ копродукция с Warner Bros. Pictures, Amblin Entertainment и The Kennedy/Marshall Company                                              |
| 23 август 2024 г     | Убиецът ‡                                              | разпространен от Пийкок копродукция с Atlas Entertainment и Better Tomorrow Films                                                                                      |
| 13 септември 2024 г. | Мълчанието е злото                                     | копродукция с Blumhouse Productions |
| 27 септември 2024 г. | Дивият робот                                           | единствено разпространение; продуциран от DreamWorks Animation |
| 11 октомври 2024 г.  | Piece by Piece                                         | единствено международно разпространение продуциран от The Lego Group, I Am Other и Tremolo Productions                                                                 |
| 22 ноември 2024 г.   | Злосторница                                            | копродукция с Marc Platt Productions |
| 25 декември 2024 г.  | Носферату                                              | единствено международно разпространение копродукция с Studio 8 |
| 17 януари 2025 г.    | Човекът-вълк                                           | копродукция с Blumhouse Productions и Motel Movies |
| 31 януари 2025 г.    | Ку-чо                                                  | единствено международно разпространение продуциран от DreamWorks Animation                                                                                             |
| 7 февруари 2025 г.   | Любовта боли                                           | копродукция с 87North Productions |
| 13 февруари 2025 г.  | Бриджит Джоунс: Луда по онова момче §                  | копродукция с Working Title Films, Miramax и StudioCanal разпространява се от Пийкок в САЩ                                                                             |
| 28 март 2025 г.      | The Woman in the Yard                                  | копродукция с Blumhouse Productions |
| 11 април 2025 г.     | Drop                                                   | копродукция с Blumhouse Productions и Platinum Dunes |
| 13 юни 2025 г.       | Как да си дресираш дракон                              | копродукция с Marc Platt Productions |
| 27 юни 2025 г.       | М3ГАН 2.0                                              | копродукция с Blumhouse Productions и Atomic Monster Productions |
| 2 юли 2025 г.        | Джурасик свят: Прераждане                              | копродукция с Amblin Entertainment и The Kennedy/Marshall Company |

## Предстоящи
| Пускане              | Заглавие                       | Бележки                                                                                  |
| -------------------- | ------------------------------ | ---------------------------------------------------------------------------------------- |
| 1 август 2025 г.     | Лошите момчета 2               | единствено разпространение; продуциран от DreamWorks Animation                           |
| 15 август 2025 г.    | Никой 2                        | копродукция с 87North Productions, Odenkirk Provissiero Entertainment и Eighty Two Films |
| 12 септември 2025 г. | Имението Даунтън 3             | единствено международно разпространение копродукция с Carnival Films                     |
| 19 септември 2025 г. | Him                            | копродукция с Monkeypaw Productions                                                      |
| 26 септември 2025 г. | Куклената къща на Габи: Филмът | единствено разпространение; продуциран от DreamWorks Animation                           |
| 3 октомври 2025 г.   | Майкъл                         | международно разпространение, включително Япония продуциран от Lionsgate и GK Films      |
| 17 октомври 2025 г.  | Черният телефон 2              | копродукция с Blumhouse Productions                                                      |
| 21 ноември 2025 г.   | Злосторница: Част втора        | копродукция с Marc Platt Productions                                                     |
| 5 декември 2025 г.   | Нощна смяна във „Фреди“ 2      | копродукция с Blumhouse Productions и Scott Cawthon Productions                          |
| 2 януари 2026 г.     | SOULM8TE                       | копродукция с Blumhouse Productions и Atomic Monster                                     |
| 13 февруари 2026 г.  | Reminders of Him               | копродукция с Heartbones Entertainment                                                   |
| 3 април 2026 г.      | Супер Марио Bros.: Филмът 2    | копродукция с Nintendo и Illumination                                                    |
| 1 юли 2026 г.        | Миньоните 3                    | копродукция с Illumination                                                               |
| 17 юли 2026 г.       | Одисея                         | копродукция с Syncopy Inc.                                                               |
| 23 декември 2026 г.  | Шрек 5                         | единствено разпространение; продуциран от DreamWorks Animation                           |